# Aquario (costellazione)
L'Aquario (o Acquario, in latino Aquarius, simbolo: ) è una delle 88 costellazioni moderne. È una costellazione dello zodiaco, una delle più antiche conosciute; si trova fra il Capricorno a sud-ovest e i Pesci a nord-est.

## Caratteristiche

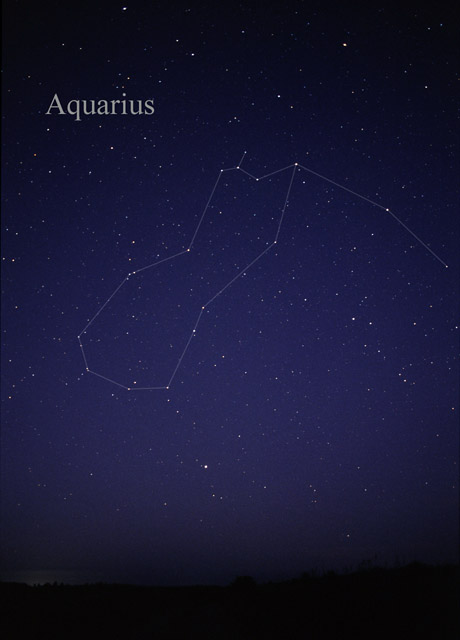
Aquario

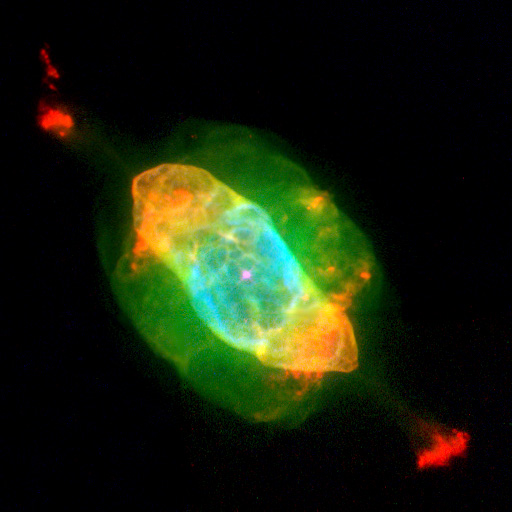
La Nebulosa Saturno, una nebulosa planetaria situata nella parte occidentale della costellazione.

L'Aquario è una costellazione di grandi dimensioni, attraversata dal Sole da fine febbraio a metà marzo; è formata da un vasto insieme di stelle poco luminose, specialmente nella parte orientale, caratteristica che avrebbe suggerito l'idea di un'autentica "cascata" di stelline, che in effetti rappresentano l'acqua che scende a fiotti da un'urna. La parte più settentrionale della costellazione giace sull'equatore celeste, mentre gran parte di essa si trova nell'emisfero australe; nonostante ciò, è osservabile con facilità da quasi tutte le aree popolate della Terra. Nell'emisfero boreale è una figura tipica dei cieli autunnali, mentre a sud dell'equatore la sua presenza nel cielo dopo il tramonto indica l'avvicinarsi della stagione estiva.
L'Aquario contiene stelle relativamente poco luminose nonostante la sua estensione, le più brillanti delle quali sono dislocate nella parte nordoccidentale; la parte sudorientale viene a trovarsi al centro di una regione di cielo povera di stelle appariscenti, così dalle aree urbane appare come una zona di cielo "vuota". Sotto un cielo buio sono invece osservabili fino a un centinaio di stelle deboli, per lo più di quinta grandezza, molte delle quali disposte a concatenazioni non rettilinee di tre.
Dall'Aquario si originano due sciami meteorici: le Eta Aquaridi (4 maggio) e le Delta Aquaridi (28 giugno), entrambi composti da circa 20 meteore all'ora.

### Stelle principali
- β Aquarii, Sadalsuud («la fortuna delle fortune»), è una stella gialla e la più luminosa della costellazione; ha magnitudine 2,90 e una distanza di 612 anni luce.
- α Aquarii, Sadalmelik («il fortunato del re»), è una stella gialla di magnitudine 2,95; si trova molto vicino all'equatore celeste e dista da noi 758 anni luce.
- δ Aquarii, Skat o Scheat («stinco»), è una stella bianca di magnitudine 3,27, distante 159 anni luce. Il nome Scheat è usato anche per la stella Beta Pegasi.
- ζ1 Aquarii (Sadaltager) è una stella doppia con componenti biancastre di magnitudine 3,65 e 4,42; la loro distanza è stimata sui 103 anni luce da noi.

γ Aquarii, Sadachbia («la stella fortunata delle cose nascoste»), è una stella di magnitudine 3,86 e distante 158 anni luce, interessante perché appartiene alla serie delle "stelle fortunate", secondo i nomi antichi.
EZ Aquarii è un sistema stellare triplo.
Le stelle γ, ζ, η e π Aquarii formano un asterismo chiamato Urna, che rappresenta la brocca piena d'acqua dell'Aquario.

### Stelle doppie
La costellazione dell'Aquario abbonda di stelle doppie, grazie al gran numero di stelle visibili, molte delle quali sono risolvibili anche con piccoli strumenti; altre ancora sono invece disposte a formare coppie o terzetti risolvibili ad occhio nudo.
Fra i terzetti visibili ad occhio nudo vi sono ψ1 -ψ2 -ψ3 Aquarii, non lontano dal confine coi Pesci, ω1 -ω2 Aquarii e una terza stella di quinta grandezza, sul confine con la Balena, più b1 -b2 -b3 Aquarii, nella parte meridionale verso lo Scultore.
- La stella più semplice da risolvere è la β Aquarii; si tratta in realtà di un sistema a tre astri, dove la primaria è una gigante arancione di magnitudine 2,91, mentre le compagne sono di decima e undicesima grandezza, dunque visibili almeno con dei piccoli telescopi.
- 1 Aquarii è un'altra stella tripla, composta da un astro arancione di quinta magnitudine e due di dodicesima, anche in questo caso separabili con facilità con un piccolo telescopio.
- 41 Aquarii è composta da due stelle di quinta e sesta grandezza, separate da 5".
- 94 Aquarii è più facile della precedente; la primaria è di quinta magnitudine e la secondaria è di settima, ma sono separate da quasi 14".

| Principali stelle doppie |                                          |                                          |             |             |                                 |        |
| Nome                     | Coordinate equatoriali all'epoca J2000.0 | Coordinate equatoriali all'epoca J2000.0 | Magnitudine | Magnitudine | Separazione (in secondi d'arco) | Colore |
| Nome                     | AR                                       | Dec                                      | A           | B           | Separazione (in secondi d'arco) | Colore |
| 1 Aquarii AB             | 20h 39m 25s                              | +00° 29′ 11″                             | 5,44        | 12,3        | 59,7                            | ar + b |
| 1 Aquarii AC             | 20h 39m 25s                              | +00° 29′ 11″                             | 5,44        | 12,5        | 69,8                            | ar     |
| 12 Aquarii               | 21h 04m 05s                              | -05° 49′ 23″                             | 5,89        | 7,31        | 2,7                             | g + b  |
| β Aquarii AB             | 21h 31m 34s                              | -05° 34′ 16″                             | 2,91        | 10,8        | 36,5                            | ar + b |
| β Aquarii AC             | 21h 31m 34s                              | -05° 34′ 16″                             | 2,91        | 11,5        | 58,5                            | ar + b |
| 41 Aquarii               | 22h 14m 18s                              | -21° 04′ 29″                             | 5,32        | 6,9         | 5,1                             | ar + v |
| 53 Aquarii               | 22h 26m 35s                              | -16° 44′ 33″                             | 6,35        | 6,57        | 3,3                             | g + g  |
| ζ1 Aquarii               | 22h 48m 50s                              | -00° 01′ 12″                             | 4,42        | 4,59        | 1,8                             | g + g  |
| 94 Aquarii               | 23h 19m 07s                              | -13° 27′ 17″                             | 5,08        | 7,5         | 13,9                            | g + ar |
| HD 220436                | 23h 23m 45s                              | -08° 27′ 36″                             | 7,1         | 8,1         | 4,0                             | ar + b |
| 107 Aquarii              | 23h 46m 01s                              | -18° 40′ 42″                             | 5,65        | 6,65        | 6,6                             | g + g  |

### Stelle variabili
L'Aquario contiene un gran numero di stelle variabili, molte delle quali visibili anche con piccoli strumenti essendo le loro variazioni molto ampie oppure piuttosto luminose.
Fra le Mireidi spicca R Aquarii, una stella dal colore rosso vivo che in oltre un anno oscilla fra la quinta e la dodicesima magnitudine; questa stella è circondata da un involucro gassoso in espansione di forma lenticolare, catalogata come Ced 211, formato da materiale espulso dalla stella circa sette secoli fa. Fra le altre Mireidi vi è la T Aquarii, che in 202 giorni oscilla fra la settima e la quattordicesima grandezza; la X Aquarii ha oscillazioni molto simili in termini di ampiezza, ma il periodo è di 312 giorni circa.
Fra le variabili a eclisse la più notevole è la DV Aquarii, che oscilla fra la quinta e la sesta grandezza in 1,6 giorni.
Fra le variabili irregolari, spiccano due variabili Gamma Cassiopeiae, entrambe di quarta magnitudine, ο Aquarii e π Aquarii; altre variabili irregolari solo la λ Aquarii e la χ Aquarii, rispettivamente di terza e di quinta grandezza.
| Principali stelle variabili |                                          |                                          |             |             |                  |                       |
| Nome                        | Coordinate equatoriali all'epoca J2000.0 | Coordinate equatoriali all'epoca J2000.0 | Magnitudine | Magnitudine | Periodo (giorni) | Tipo                  |
| Nome                        | AR                                       | Dec                                      | Max.        | Min.        | Periodo (giorni) | Tipo                  |
| R Aquarii                   | 23h 43m 49s                              | -15° 17′ 04″                             | 5,8         | 12,4        | 389,96           | Mireide               |
| S Aquarii                   | 22h 57m 07s                              | -20° 20′ 36″                             | 7,6         | 15,0        | 279,27           | Mireide               |
| T Aquarii                   | 20h 49m 56s                              | -05° 08′ 47″                             | 7,2         | 14,2        | 202,10           | Mireide               |
| V Aquarii                   | 20h 46m 49s                              | +02° 26′ 15″                             | 7,6         | 9,4         | 244:             | Semiregolare pulsante |
| W Aquarii                   | 20h 46m 25s                              | -04° 05′ 01″                             | 8,4         | 14,9        | 381,10           | Mireide               |
| X Aquarii                   | 22h 18m 39s                              | -20° 54′ 04″                             | 7,51        | 14,8        | 311,65           | Mireide               |
| Y Aquarii                   | 20h 44m 25s                              | -04° 50′ 01″                             | 8,4         | 15,3        | 382,34           | Mireide               |
| DV Aquarii                  | 20h 58m 42s                              | -14° 28′ 59″                             | 5,89        | 6,25        | 1,5755           | Eclisse a contatto    |
| DX Aquarii                  | 22h 02m 26s                              | -16° 57′ 52″                             | 6,37        | 6,78        | 0,9450           | Eclisse               |
| EP Aquarii                  | 21h 46m 32s                              | -02° 12′ 46″                             | 6,37        | 6,82        | 55:              | Semiregolare          |
| ER Aquarii                  | 23h 05m 26s                              | -22° 29′ 13″                             | 7,14        | 7,81        | -                | Irregolare            |
| IQ Aquarii                  | 20h 49m 17s                              | -00° 33′ 48″                             | 6,02        | 6,58        | -                | Semiregolare pulsante |
| λ Aquarii                   | 22h 52m 37s                              | -07° 34′ 47″                             | 3,70        | 3,80        | -                | Irregolare            |
| ο Aquarii                   | 22h 03m 19s                              | -02° 09′ 19″                             | 4,68        | 4,89        | -                | Gamma Cassiopeiae     |
| π Aquarii                   | 22h 25m 17s                              | +01° 22′ 39″                             | 4,42        | 4,70        | -                | Gamma Cassiopeiae     |
| χ Aquarii                   | 23h 16m 51s                              | -07° 43′ 35″                             | 4,90        | 5,06        | -                | Irregolare            |

## Oggetti del profondo cielo

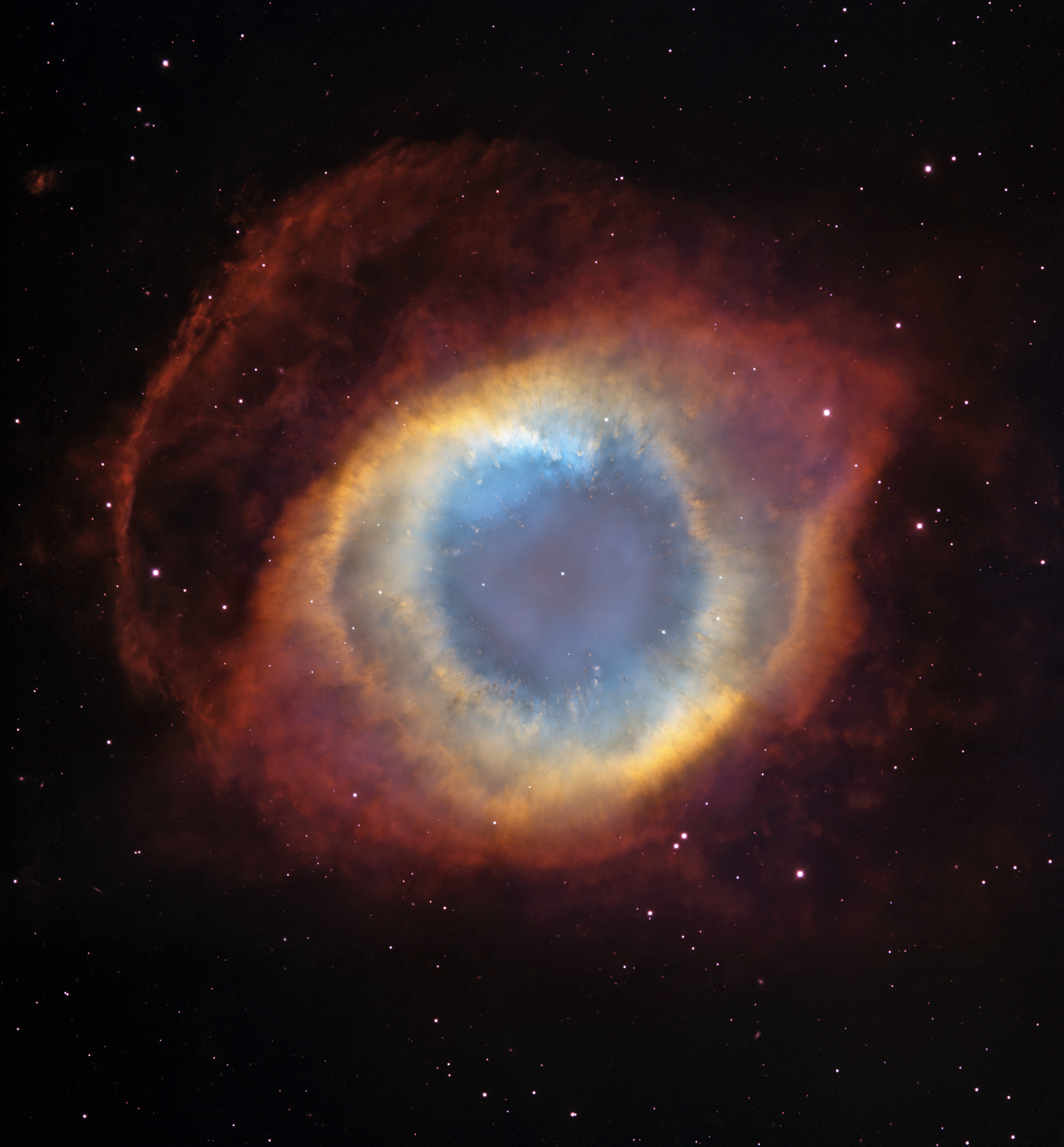
La Nebulosa Elica.

Sebbene la densità di oggetti del profondo cielo cospicui sia relativamente bassa, le grandi dimensioni della costellazione fanno sì che entro i suoi "confini" si possano osservare un discreto numero di questi oggetti.
Tre di questi sono presenti anche nel Catalogo di Messier, gli ammassi globulari M2 ed M72 e l'ammasso aperto M73; tutti questi oggetti sono posti nella parte occidentale della costellazione. I due globulari sono osservabili con un piccolo telescopio amatoriale, in cui si presentano come delle macchie nebulose e tondeggianti; M73 invece ha più l'aspetto di un asterismo, essendo formato da quattro stelle apparentemente vicine fra loro, ma non legate fisicamente.
Nell'Aquario si conoscono anche due grandi nebulose planetarie: la più occidentale è NGC 7009, chiamata Nebulosa Saturno (a causa della sua somiglianza col pianeta Saturno), a sudest di η Aquarii. NGC 7293 è invece la famosa Nebulosa Elica, situata a sudovest di δ Aquarii, una delle più brillanti ed estese della volta celeste, ben visibile anche con piccoli strumenti; si tratta di uno degli oggetti celesti più fotografati del cielo.
Nonostante le dimensioni della costellazione, la galassie notevoli sono quasi del tutto assenti; l'unica alla portata di un piccolo strumento sta nella parte occidentale, la spirale NGC 7727.
| Principali oggetti non stellari |                                          |                                          |                     |             |                                        |                     |
| Nome                            | Coordinate equatoriali all'epoca J2000.0 | Coordinate equatoriali all'epoca J2000.0 | Tipo                | Magnitudine | Dimensioni apparenti (in primi d'arco) | Nome proprio        |
| Nome                            | AR                                       | Dec                                      | Tipo                | Magnitudine | Dimensioni apparenti (in primi d'arco) | Nome proprio        |
| M72                             | 20h 53m 28s                              | -12° 32′ :                               | Ammasso globulare   | 9,3         | 5,9                                    |                     |
| M73                             | 20h 58m 54s                              | -12° 38′ :                               | Asterismo           | 8,9         | 9,6                                    |                     |
| NGC 7009                        | 21h 04m 11s                              | -11° 22′ :                               | Nebulosa planetaria | 12,8        | 25                                     | Nebulosa Saturno    |
| M2                              | 21h 33m 27s                              | -00° 49′ :                               | Ammasso globulare   | 6,3         | 16                                     |                     |
| NGC 7252                        | 22h 20m 44.7s                            | -24° 40′ 42″                             | Galassia            | 12,74       | 1,9 x 1,6                              | Atoms for the Peace |
| NGC 7293                        | 22h 29m 39s                              | -20° 50′ :                               | Nebulosa planetaria | 7,6         | 25                                     | Nebulosa Elica      |
| NGC 7606                        | 23h 19m 05s                              | -08° 29′ :                               | Galassia            | 10,8        | 5,8                                    |                     |
| NGC 7727                        | 23h 39m 54s                              | -12° 18′ :                               | Galassia            | 10,8        | 4,7 x 3,5                              |                     |

## Sistemi planetari
Entro i confini dell'Aquario sono note alcune stelle con un sistema planetario.
- Il sistema TRAPPIST-1 è uno dei più interessanti di tutta la volta celeste. Ospita la bellezza di 7 pianeti terrestri, di cui almeno 3 orbitano all'interno della zona abitabile. Il quarto pianeta ha un'ESI del 91%, che lo rende uno dei pianeti più simili alla Terra mai scoperti.
- Un altro sistema molto interessante è quello di K2-72, che ospita 4 pianeti tra cui il più esterno (K2-72 e), che ha un'ESI del 90%, che lo rende uno dei pianeti più simili alla Terra mai scoperti.
- Gliese 876 è il primo sistema planetario scoperto attorno ad una nana rossa; il sistema possiede quattro pianeti, fra i quali una Super Terra che possiede 6-8 volte la massa terrestre.
- 91 Aquarii b è un pianeta che orbita attorno ad una stella gigante arancione; possiede una massa di 2,9 volte superiore a quella di Giove e un semiasse maggiore di 0,3 UA.
- Gliese 849 b è il primo pianeta gioviano di lungo periodo scoperto attorno ad una nana rossa; il semiasse maggiore è di 2,35 UA e la massa è pari a 0,82 volte quella di Giove.
- WASP-47 ospita un sistema planetario complesso: tre pianeti orbitano molto vicini alla stella e uno di essi è un gioviano caldo, mentre un altro gigante gassoso si trova più distante ed è situato nella zona abitabile.

| Sistemi planetari |                                          |                                          |             |                   |                               |
| Nome del sistema  | Coordinate equatoriali all'epoca J2000.0 | Coordinate equatoriali all'epoca J2000.0 | Magnitudine | Tipo di stella    | Numero di pianeti confermati  |
| Nome del sistema  | AR                                       | Dec                                      | Magnitudine | Tipo di stella    | Numero di pianeti confermati  |
| WASP-47           | 22h 04m 49s                              | -12° 01′ 01″                             | 12          | Nana gialla       | 4 (e - b - d - c)             |
| TRAPPIST-1        | 23h 06m 29s                              | -05° 02′ 29″                             | 18,4        | Nana rossa        | 7 (b - c - d - e - f - g - h) |
| K2-72             | 22h 18m 29s                              | -09° 36′ 45″                             |             | Nana rossa        | 4 (b - c - d - e)             |
| HD 210277         | 22h 09m 30s                              | -07° 32′ 55″                             | 6,63        | Nana gialla       | 1 (b)                         |
| Gliese 149        | 00h 49m 13s                              | -04° 38′ 27″                             | 10,42       | Nana rossa        | 1 (b)                         |
| Gliese 876        | 22h 53m 17s                              | -14° 15′ 49″                             | 10,17       | Nana rossa        | 4 (b - c - d - e)             |
| ψ1 Aquarii        | 23h 15m 53s                              | -09° 05′ 16″                             | 4,24        | Gigante arancione | 1 (b)                         |
| HD 222582         | 23h 41m 52s                              | -05° 59′ 09″                             | 7,70        | Nana gialla       | 1 (b)                         |

Nella costellazione è stato inoltre scoperto un pianeta interstellare, CFBDSIR 2149-0403.

## Mitologia

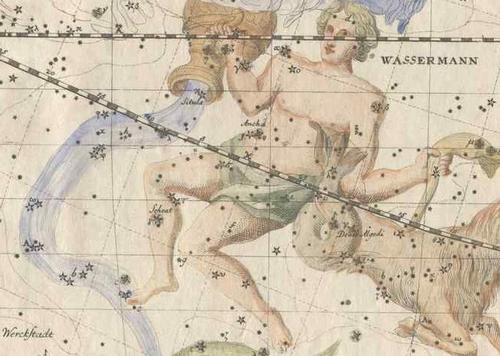
Aquario e la sua brocca d'acqua, da Vorstellung der Gestirne (1782) di Johann Bode.

Nelle carte celesti Aquario è un giovanetto che versa acqua da una brocca, anche se nel suo Fasti Ovidio sostenne si trattasse di una mistura di acqua e nettare, la bevanda degli dèi. Il liquido va a finire in bocca al Pesce Australe. Ma chi è l'Aquario? La credenza più popolare lo identifica con Ganimede, che era ritenuto il più bel ragazzo esistente sulla faccia della terra. Era il figlio del re Troo, da cui Troia prese il nome. Un giorno, mentre Ganimede faceva la guardia alle pecore del padre, Zeus si invaghì del pastorello e si lanciò sulla pianura di Troia sotto forma di aquila, ghermì Ganimede e se lo portò sull'Olimpo (o, secondo un'altra versione, mandò un'aquila vera e propria a fare il lavoro per lui). L'Aquila è ricordata nella costellazione vicina.
Secondo un'altra versione del mito, Ganimede fu prima rapito da Eos, la dea dell'aurora, che aveva una passione per i giovanetti, e solo in un secondo tempo Zeus glielo rubò. Ganimede divenne il mescitore di vino degli dèi, colui che dispensava il nettare dalla sua coppa, con grande fastidio della moglie di Zeus, Era. Robert Graves racconta che questo mito divenne molto popolare nell'antica Grecia e a Roma dove fu ritenuto un significativo avallo divino dell'omosessualità. La corruzione latina del nome Ganimede, Catemitus, diede origine alla parola «catamite», che indica un ganimede, un amasio.
Mito di poca consistenza questo dell'Aquario, probabilmente a causa del fatto che i Greci hanno voluto imporre una loro storia a una costellazione di provenienza straniera. Sembra infatti che la costellazione dell'Aquario originariamente rappresentasse il dio egiziano del Nilo - ma, come dice Robert Graves, del Nilo non gliene importava molto.
Germanico Cesare identifica la costellazione con Deucalione, figlio di Prometeo, uno dei pochi uomini a essere sfuggito al diluvio universale. «Deucalione versa acqua, l'elemento ostile cui una volta sfuggì, e nel farlo attira l'attenzione verso la sua piccola brocca», scrisse Germanico. Igino offre un'altra identificazione della costellazione, quella con Cecrops, uno dei primi re di Atene, visto mentre offre un sacrificio agli dèi facendo uso dell'acqua, poiché egli regnò in tempi in cui non si faceva ancora il vino.
Molte delle stelle dell'Aquario hanno nomi che iniziano con «Sad». In arabo, sa'd significa «fortuna». Alfa dell'Aquario si chiama Sadalmelik, da sa'd al-malik, tradotta solitamente come «le stelle fortunate del re». Beta dell'Aquario si chiama Sadalsuud, da sa'd al-su'ud, che dovrebbe significare «la più fortunata delle fortunate». Gamma dell'Aquario è Sadachbia, da sa'd alakhbiya, con il possibile significato di «stelle fortunate delle tende». L'esatto significato di questi nomi è andato perduto anche presso gli Arabi, secondo quanto sostiene l'esperto tedesco di nomi di stelle, Paul Kunitzsch.

## Astrologia
A causa del fenomeno della precessione degli equinozi, non esiste più alcuna corrispondenza sulla volta celeste fra la costellazione astronomica dell'Aquario ed il relativo segno zodiacale; tuttavia, secondo gli astrologi, le caratteristiche ascritte in astrologia al segno zodiacale corrispondente, sono relative al simbolismo della figura che le stelle nella volta celeste ritraggono, e non come erroneamente si pensa alla loro intrinseca posizione.